# Place des Fêtes (stanice metra v Paříži)
Place des Fêtes je přestupní stanice pařížského metra mezi linkami 7bis a linkami 11 v 19. obvodu v Paříži. Vchod do stanice ve stylu art deco se nachází na malém náměstí s parkovou úpravou – Place des Fêtes. Metro je v této části linky jednosměrné, tj. vlaky jezdí pouze ve směru ze stanice Botzaris do stanice Pré Saint-Gervais.

## Historie
Stanice byla otevřena 13. února 1912 jako součást boční větve linky 7. Dne 28. dubna 1935 byla stanice rozšířena o přestup na nově otevřenou linku 11. Dne 3. prosince 1967 se severní větev linky 7 mezi stanicemi Louis Blanc a Pré Saint-Gervais stala samostatnou linkou s označením 7bis a stanice Place des Fêtes se stala její součástí. Starší nástupiště je postaveno do oblouku, po jeho stranách vedou koleje.
Na nástupišti 7bis směřuje jednosměrná kolej do stanice Pré Saint-Gervais. Další, pro veřejnost neužívaná kolej, vede přes uzavřenou stanici Haxo do Porte des Lilas. Po této koleji bude možné spojit linky 7bis a 3bis v jednu novou.

## Název
Název dostala stanice podle náměstí, na kterém tehdejší město Belleville, které je dnes součástí Paříže, pořádalo veřejné oslavy a svátky (des Fêtes).